# Karla Borger
Karla Borger (sinh ngày 22 tháng 11 năm 1988 tại Heppenheim) là một vận động viên bóng chuyền bãi biển nữ người Đức.

## Sự nghiệp

### Khởi đầu
Karla Borger khởi đầu là một vận động viên bóng chuyền trong nhà. Cô lần lượt thi đấu cho các đội TSV Rot-Weiß Auerbach, 1. VC Wiesbaden, USC Braunschweig, Bayer 04 Leverkusen cho đến năm 2009 thì gia nhập  Allianz Volley Stuttgart. Trong mùa giải 2009/2010, Karla Borger cùng đội TV Villingen giành quyền lên giải hạng 2 của Đức. Đội bóng này tiếp tục thi đấu ở 2. Bundesliga cho đến năm 2012.

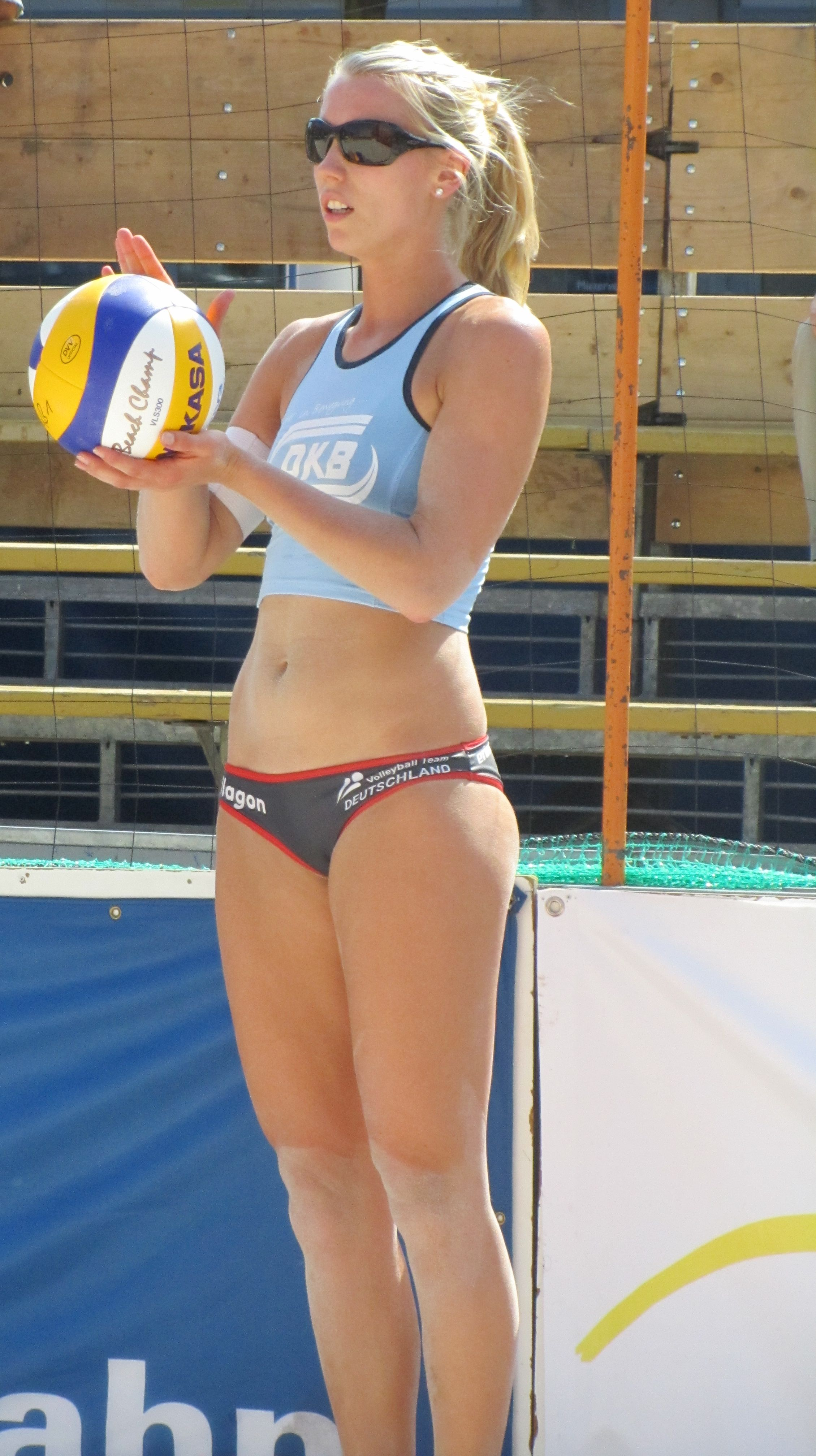
Karla Borger tại một giải đấu địa phương vào năm 2011.

### Những năm đầu thi đấu bóng chuyền bãi biển
Năm 2009, Karla Borger tham gia thi đấu bóng chuyền bãi biển với người đồng đội Rieke Brink-Abeler.
Năm 2010, Karla Borger bắt đầu kết hợp với Britta Buethe, người vẫn là đồng đội hiện tại của cô. Cả hai gặt hái thành công đầu tiên cùng năm với chức vô địch thế giới ở lứa tuổi sinh viên tại Alanya.
Năm 2011, Borger và Buethe dành huy chương vàng tại Đại hội Thể thao Sinh viên Thế giới (Universiade) tại Thâm Quyến, Trung Quốc. Cả hai cũng tham gia một số giải đấu chuyên nghiệp quốc tế, nhưng khoảng cách trình độ khiến kết quả thi đấu của họ không mấy khả quan.
Năm 2012, Borger và Buethe lần đầu tham dự Giải vô địch bóng chuyền bãi biển châu Âu và Giải vô địch Quốc gia Đức nhưng không mấy thành công.

### Năm 2013 chói sáng
Năm 2013 trở thành năm thành công nhất trong sự nghiệp của Borger khi cô cùng Buethe bất ngờ dành huy chương bạc tại Giải vô địch bóng chuyền bãi biển Thế giới ở Stare Jablonski, Ba Lan. Họ lần lượt vượt qua các đối thủ sừng sỏ, trong đó có cặp đôi người Mỹ của nhà cựu vô địch Thế giới April Ross để lọt vào trận chung kết, nhưng để thua đáng tiếc trong một trận đấu nghẹt thở với cặp đôi của Trung Quốc Xue Chen và Zhang Xi.
Tấm huy chương bạc của Borger và Buethe đánh dấu lần đầu tiên một cặp cầu thủ bóng chuyền bãi biển nữ người Đức dành huy chương tại Giải vô địch Thế giới. Karla Borger để lại hình ảnh đẹp với lối chơi phòng ngự lăn xả, tinh thần mạnh mẽ với nụ cười luôn nở trên môi và thân hình gợi cảm. Tuy nhiên, cô cũng nhận khá nhiều lời chỉ trích với trang phục thi đấu khi các khán giả tại sân thi đấu và qua truyền hình luôn thấy rõ âm hộ của cô đang hằn sâu lên chiếc quần lót xanh viền da cam của mình. Dù vậy, Borger vẫn giữ phong cách trang phục của mình ở thời điểm hiện tại.
Tại Giải vô địch bóng chuyền bãi biển châu Âu 2013 tại Klagenfurt, Áo, Borger đấu cặp với Elena Kiesling vì Buethe đang trong thời gian dưỡng thương. Nhận được nhiều kì vọng nhưng cô thi đấu nhạt nhòa, kết thúc giải đấu ở vị trí thứ chín sau khi để thua cặp chị em Doris Schwaiger và Stefanie Schwaiger người Áo, những người sau đó đã lên ngôi vô địch.
Karla Borger kết thúc năm 2013 thành công với chiếc huy chương đồng quốc gia cùng với Buethe đã hoàn toàn bình phục chấn thương.

### Hậu thành công 2013
Borger và Buethe lần đầu kết thúc trong top 10 của bảng xếp hạng Hệ thống Giải đấu bóng chuyền bãi biển Thế giới (FIVB World Tour) vào năm 2014. Tháng 9 cùng năm, cặp đôi đánh bại hai vận động viên Laura Ludwig và Julia Sude để dành chức vô địch quốc gia lần đầu tiên trong sự nghiệp. Về mặt cá nhân, Borger còn được Liên đoàn bóng chuyền quốc tế vinh danh là vận động viên "giao bóng tốt nhất".
Mùa giải 2015, Borger và Buethe lần đầu tiên lên ngôi tại một giải đấu trong hệ thống FIVB World Tour với chức vô địch tại Luzern, Thụy Sĩ. Nhưng mùa giải cũng nhanh chóng sớm kết thúc với Borger khi cô dính chấn thương ở vùng đĩa đệm.
Karla Borger và Britta Buethe sẽ tiếp tục thi đấu cùng nhau trong mùa giải 2016 với mục tiêu tham dự Thế vận hội Mùa hè 2016 tại Rio de Janeiro.

## Đời sống riêng
Karla Borger là con gái của Cordula Pütter, nhà vô địch bóng chuyền bãi biển châu Âu năm 1995.
Karla Borger, cũng như nhiều vận động viên bóng chuyền bãi biển khác tại Đức, là đại diện của hãng xe điện Smart. Điều này được thể hiện khi logo của hãng này xuất hiện ở mặt sau quần thi đấu của cô và Buethe. Cô cũng xuất hiện ở nhiều đoạn quảng cáo của hãng này.
Karla Borger cao 180 cm và nặng 68 kg, với thân hình mảnh khảnh nhưng cô lại nổi tiếng với vòng ba rất lớn và gợi cảm, giống như người đồng nghiệp từng tham dự Olympics 2012 Katrin Holtwick. Trong các giải đấu bóng chuyền bãi biển trong nước cũng như quốc tế, Borger và Holtwick đều là mục tiêu ảnh ưa thích của các phóng viên của bộ môn này.
Karla Borger cũng như Britta Buethe vẫn là hai trong số những vận động viên bóng chuyền bãi biển được ưa thích và xuất sắc hàng đầu tại Đức, các trận đấu của họ luôn thu hút hàng ngàn người hâm mộ theo dõi trên sân đấu hay trên hệ thống Sky Sports.

## Phong cách thi đấu
Với việc thấp hơn Buethe 5 cm và nhẹ hơn 10 kg, cộng với thân hình mảnh khảnh của mình, Borger không thích hợp ở vị trí chắn bóng trên lưới hoặc tấn công.
Borger chọn cho mình lối chơi thiên về phòng thủ phía sau sân giống với các vận động viên nổi tiếng đi trước ở Đức như Katrin Holtwick hay Laura Ludwig. Nhiệm vụ của Borger trong các trận đấu chủ yếu là bay người đỡ bóng (dig) và kiến tạo (assist).